# Messia

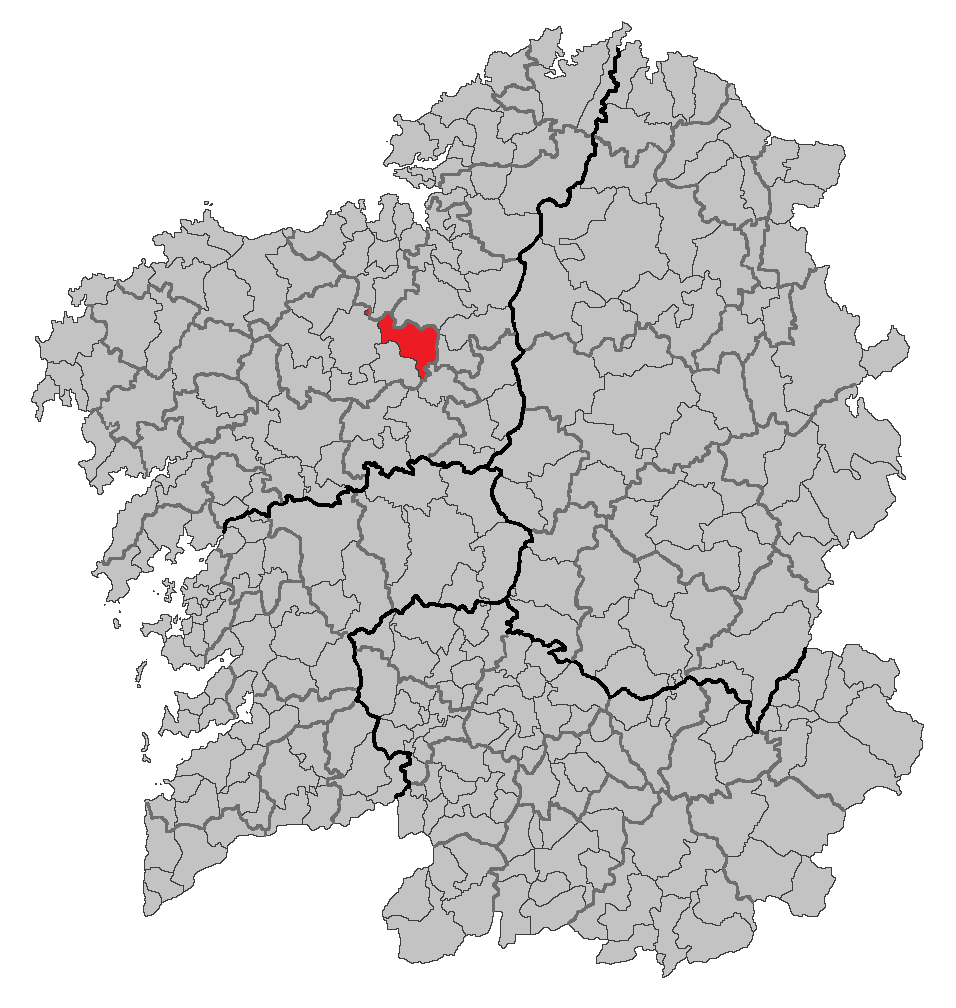
Localização de Mesía

Messia (Mesía) é um município da Espanha na província
da Corunha,
comunidade autónoma da Galiza, de área 107,70 km² com
população de 3 080 habitantes (2007) e densidade populacional de 29,86 hab/km².

## Demografia
| Variação demográfica do município entre 1991 e 2004 | Variação demográfica do município entre 1991 e 2004 | Variação demográfica do município entre 1991 e 2004 | Variação demográfica do município entre 1991 e 2004 |
| --------------------------------------------------- | --------------------------------------------------- | --------------------------------------------------- | --------------------------------------------------- |
| 1991                                                | 1996                                                | 2001                                                | 2004                                                |
| 3684                                                | 3521                                                | 3296                                                | 3216                                                |